# 아리아인 조항
아리아인 조항(독일어: Arierparagraph)은 기관, 기업의 조항이나 부동산 거래 증서 등에서 회원의 자격이나 거주 자격을 "아리아 인종"의 구성원으로 제한하고, 비(非)아리아인, 특히 유대인과 슬라브족 후손들을 그러한 권리로부터 제외하는 조항이다. 이러한 조항은 1885년부터 1945년까지 독일과 오스트리아의 공공 생활에서 매주 중요한 부분이었다.
오스트리아 민족주의 지도자이자 반유대주의자였던 게오르크 폰 쇠너러가 1882년 민족주의적 린츠 프로그램을 구성한 것이 대표적인 첫 사례이다. 이후 수많은 독일 민족주의 스포츠 클럽, 노래 단체, 학교 클럽, 수확 단체 및 학생 조합이 이를 따랐다.

## 나치 독일에서

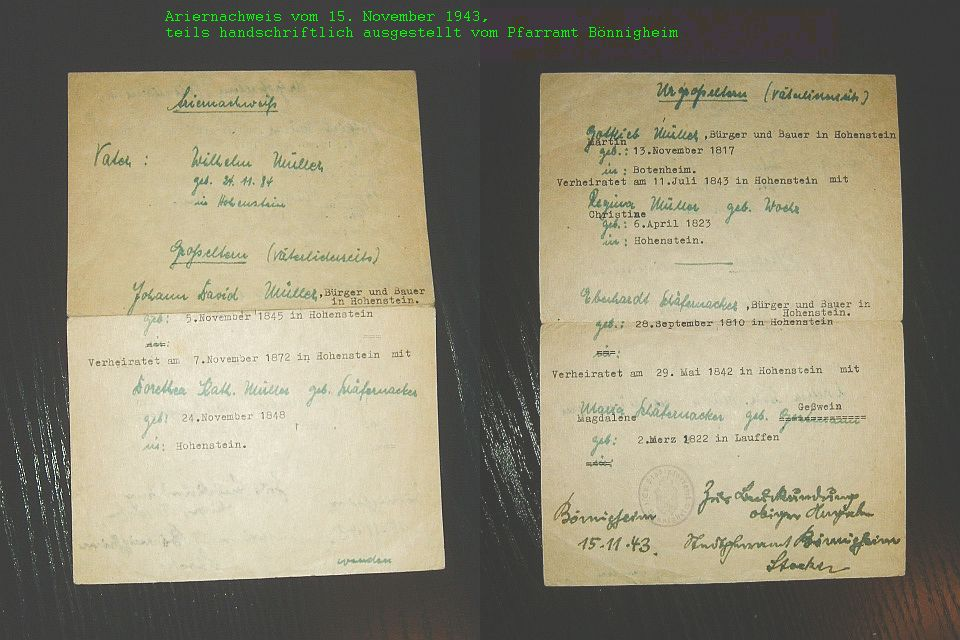
1943년 나치 시대 아리아인 증명서.

가장 잘 알려진 아리아인 조항은 나치 독일의 법률에 명시되어 있다. 이 조항들은 유대인을 단체, 연맹, 정당, 그리고 궁극적으로 모든 공공 생활에서 배제하는 역할을 했다. 유대인 외에도 폴인, 세르브인, 러시아인 및 기타 슬라브족은 아리아인으로 간주되지 않았다.
19세기 후반 반유대주의 조직 및 정당(예: 1889년 독일 사회당)의 규약과 프로그램에 기반하여, 아리아인 조항은 1933년 4월 7일 통과된 전문직 공무원 회복법의 제정으로 제3제국에 처음 등장했다. 이 법은 아리아인 혈통, 즉 유대인 부모나 조부모가 없는 사람만이 공무원으로 고용될 수 있다고 규정했다. 아리아인 조항은 1933년 4월 25일 독일 학교 및 대학의 과밀화를 막기 위한 법률에 의해 교육 분야로 확대되었다.
같은 해 6월 30일, 이 조항은 "비아리아인"과의 결혼까지 공무원 경력 배제의 충분한 사유로 포함하도록 확대되었다. 나치의 동기화(글라이히샬퉁)에 따라 나치당의 압력으로 많은 연맹과 조직이 아리아인 조항을 채택하게 되었다. 따라서 유대인은 공중 보건 시스템, 명예 공직, 편집실(편집자법), 극장(제국 문화원), 농업(제국 상속 농장법)에서 배제되었다. 이러한 차별은 유대인과 독일 민족의 최종 분리를 위한 뉘른베르크법으로 절정에 달했다. 그 이전에는 참전 용사, 국가 부흥 참전, 명예 아리아인 등 예외가 있었지만, 이제 유대인과 "유대인 혼혈"(미슐링게)은 거의 모든 직업에서 금지되었다. 아리아인 조항은 거의 저항 없이 받아들여졌으나, 유일하게 개신교 교회 내에서 고백교회 분열을 촉발했다.

## 같이 보기
- 민족 청소